# Oberperfuss
Oberperfuss je obec v Rakousku ve spolkové zemi Tyrolsko v okrese Innsbruck-venkov. V obci žije přibližně 3 100 obyvatel.

## Poloha
Oberperfuss se nachází v údolí Inntalu asi 15 km západně od Innsbrucku na nízké horské terase při vstupu do údolí Sellraintal. Hranici na jihovýchodě tvoří řeka Melach, kde v nadmořské výšce 660 metrů leží nejnižší bod obce. Odtud obec stoupá zalesněným terénem k hustě osídlené terase v nadmořské výšce kolem 800 metrů. Dále na západ se rozkládá pohoří Severní Sellrain, podskupina Stubaiských Alp. Nejvyšším bodem obce je Roßkogel ve výšce 2646 metrů.
Rozloha obce činí 15,29 km². Z toho 24 % tvoří zemědělská půda, 44 % lesy, 20 % vysokohorské pastviny a 7 % vysokohorské oblasti.
Kromě vlastního centra obce tvoří území obce četné jednotlivé statky a roztroušené vesnice (Riedln). Nejvýše položené statky v Oberperfußbergu se nacházejí v odlehlém Gfaß im Tiefental (1 500 m n. m.) a vycházejí ze středověkých základů Schwaighofu bavorského kláštera Frauenchiemsee, který zde měl majetek. Na vyhlídku Stieglreith ve výšce 1363 m n. m. vede panoramatická cesta.

### Sousední obce
|                   | Ranggen  | Unterperfuss |
| Inzing            |          | Grinzens     |
| Gries im Sellrain | Sellrain |              |

## Historie
Archeologické nálezy dokládají osídlení v neolitu a doby železné. Další nálezy z Laténské a římské doby jsou uloženy v tyrolském zemském muzeu. První písemná zmínka je z roku 1083, kdy Nortpert, biskup z Churu, daroval klášteru Habach u Weilheimu v Horním Bavorsku mimo jiné statek v Oberenperues.
Mezi majitele statků v Oberperfussu patřily zemské úřady, kláštery Wilten, Stams a Chiemsee, různé kostely (Hall, Kematen, Axams...) a šlechtičtí páni, jako například páni z Friedbergu, von Kripp, von Piedenegg atd. Politicky byl Oberperfuss snad již před 13. stoletím přiřazen k hrabství Unterinntal, ale poté byl začleněn ke dvoru Hörtenberg a dnes patří do soudního okresu Telfs.
Podle inntalské daňové knihy z roku 1312 žilo v Oberperfussu v té době asi 300 sedláků, řemeslníků a námezdních dělníků. Kolem roku 1600 zde pravděpodobně žilo již asi 800 obyvatel. Podle sčítání lidu v roce 2001 žilo v obci 2712 obyvatel. Většina obyvatel dojíždí za prací, především do zemského hlavního města Innsbrucku. 